# Георг II (король Великобритании)
Гео́рг II Ганноверский (Георг Август) (англ. George II, нем. Georg II.; 9 ноября 1683, Ганновер — 25 октября 1760, Лондон) — король Великобритании и Ирландии, курфюрст Ганновера начиная с 11 (22) июня 1727 года, сын Георга I. Последний монарх Британии, родившийся за её пределами.
Будучи королём с 1727 года, Георг относительно мало влиял на британскую внутреннюю политику, которая по большей части контролировалась парламентом Великобритании. Будучи курфюрстом Священной Римской империи, провел 12 летних сезонов в Ганновере, где у него было больше прямого контроля над государственной политикой. У него были сложные отношения со старшим сыном Фредериком, который поддерживал парламентскую оппозицию. Во время войны за австрийское наследство Георг участвовал в Деттингенском сражении в 1743 году и, таким образом, стал последним британским монархом, который лично вёл войска в бой.
В 1745 году сторонники католического претендента на британский престол Джеймса Стюарта («Старый Претендент»), во главе с сыном Джеймса Карлом Стюартом («Молодой Претендент» или «Красавчик Принц Чарли»), попытались и не смогли свергнуть Георга во время последнего Якобитского восстания. После неожиданной смерти принца Фредерика в 1751 году внук Георга, Георг III, стал наследником и, в конечном итоге, королём.
Симпатизировал партии вигов. В первые годы его царствования большую роль играл лидер вигов Роберт Уолпол, считающийся первым де-факто премьер-министром Великобритании.
Во время жизни Георга использовались два календаря: Юлианский календарь (старый стиль) и Григорианский календарь (новый стиль). Ганновер перешел с юлианского на григорианский календарь 19 февраля (1 марта) 1700 года. Великобритания перешла 3 (14) сентября 1752 года. Год стал начинаться с 1 января, а не с 25 марта (этот день раньше был английским Новым годом).
Георг II ввёл традицию праздновать официальный день рождения монарха в тёплое время года. Решение было принято из-за того, что проводить официальные торжества в календарный день рождения — в холодном и дождливом ноябре — было не очень удобно и от большинства зрелищных мероприятий приходилось отказываться. Впервые два дня рождения британского монарха отпраздновали в 1748 году, а с XX века официальный день рождения британского короля (королевы) отмечается в первую, вторую, реже третью субботу июня.

## Детство
Георг родился в Ганновере (Брауншвейг-Люнебург). Его отец — Георг Людвиг, курпринц Брауншвейг-Люнебургский (впоследствии ставший королём Георгом I), мать — София Доротея Брауншвейг-Целльская. Родители Георга изменяли друг другу, в 1694 году их брак был расторгнут под предлогом того, что София бросила мужа. Ей запретили встречаться со своими детьми, Георгом и его сестрой Софией Доротеей Ганноверской, которые, по-видимому, никогда больше не виделись с матерью.

Георг с матерью Софией Доротеей Целльской и сестрой Софией Доротеей Ганноверской

До четырёх лет Георг говорил только на французском языке, после этого возраста один из его учителей, Иоганн Хильмар Гольштейн, обучил его немецкому языку. В дополнение к французскому и немецкому языкам ему преподавали английский и итальянский, кроме того, он изучал генеалогию, военную историю и тактику боя.
Троюродная сестра Георга, королева Анна, взошла на трон Англии, Шотландии и Ирландии в 1702 году. У неё не было наследников, и на основании Акта о престолонаследии от 1701 года английский парламент избрал в качестве наследников трона ближайших кровных родственников Анны, исповедующих протестантизм, — бабушку Георга Софию и её потомков. Георг был третьим в очереди после бабушки и отца. Он получил британское подданство в 1705 году согласно Акту Софии (Ганноверской) о натурализации, а в 1706 году стал кавалером ордена Подвязки и получил титул герцога Кембриджского, графа Милфорд-Хейвенского.

## Брак

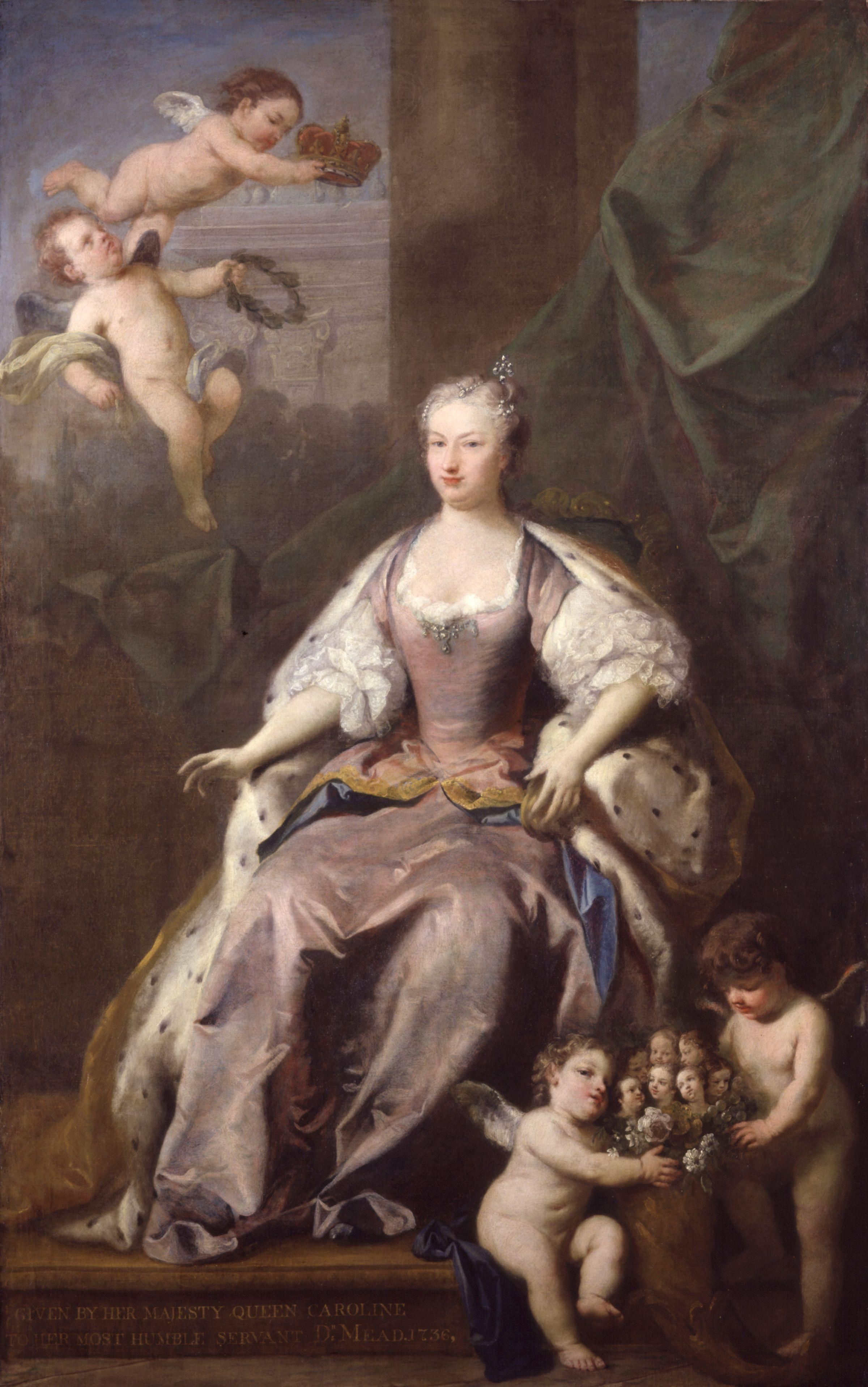
Каролина Бранденбург-Ансбахская, жена Георга II

Отец Георга не хотел, чтобы сын повторил его ошибки в браке, женившись по договоренности, а не по любви (как это было у него), и хотел, чтобы у сына была возможность встретиться с невестой до объявления каких-то официальных намерений. Переговоры со шведской принцессой и герцогиней-консорт Гольштейн-Готторпской Гедвигой Софией Августой, которые велись с 1702 года, не привели ни к чему. В июне 1705 года под псевдонимом «месье де Буш» Георг посетил свою летнюю резиденцию Трисдорф в княжестве Ансбах, чтобы инкогнито разузнать перспективы брака с Каролиной Бранденбург-Ансбахской. Английский посланник в Ганновере Эдмунд Поли сообщил, что Георг был очарован её хорошим характером. Брачный контракт был заключен в конце июля. 22 августа (2 сентября) 1705 года Каролина прибыла в Ганновер на свадьбу, которая состоялась тем же вечером.
Георг хотел принять участие в войне против Франции во Фландрии (во время войны за испанское наследство), но отец не разрешил ему вступить в армию и сражаться до тех пор, пока у него не будет сына и наследника. В начале 1707 года Каролина родила сына Фредерика. В июле Каролина серьёзно заболела оспой, заразив и Георга — он был с ней рядом во время болезни. Тем не менее, они оба выздоровели. В 1708 году Георг участвовал в битве при Ауденарде в авангарде ганноверской кавалерии; его конь был убит (как и полковник, следовавший рядом), но Георг остался невредим. Между 1709 и 1713 годам у Георга и Каролины родилось ещё трое детей, все девочки: Анна, Амелия, и Каролина.
К 1714 году здоровье королевы Анны ухудшилось, и британские виги (которые поддерживали восхождение Ганноверской династии), посчитали благоразумным, чтобы один из представителей династии жил в Англии, тем самым гарантируя преемственность протестантской династии после смерти Анны. Так как Георг был пэром (в качестве герцога Кембриджского), было высказано предположение, что он будет вызван в парламент, чтобы заседать в палате лордов. Анна и отец Георга отказались поддержать план. Георг не поехал. В июне 1714 года умерла первая в очереди на престол наследница — София Ганноверская, а в августе — сама королева Анна. Отец Георга стал королём.

## Принц Уэльский

### Ссора с королём

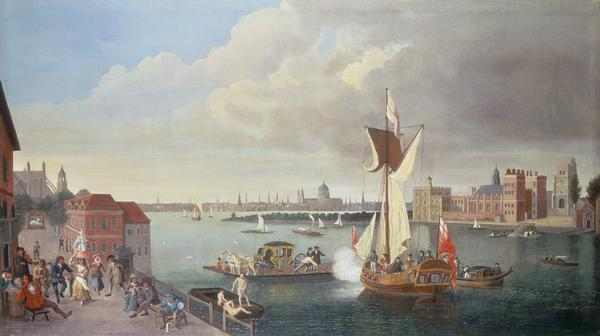
Лондон, около 1710 года

Георг с отцом отплыли в Англию из Гааги 16 (27) сентября 1714 года и прибыли в Гринвич два дня спустя. На следующий день они с торжественной процессией прибыли в Лондон. Георг получил титул принца Уэльского. Каролина с дочерьми последовала за мужем в Великобританию в октябре, в то время как его сын Фредерик остался в Ганновере, где его наставляли домашние учителя. Лондон не походил ни на что из того, что Георг видел раньше: он был в 50 раз больше Ганновера, а население насчитывало полтора миллиона человек (в Ганновере было около 1800 домов, в то время как в Лондоне было порядка 100 000 домов). Георг набирал популярность благодаря многословным похвалам англичанам и утверждал, что у него нет ни капли крови, которая не была бы английской.
В июле 1716 года король на полгода вернулся в Ганновер, и Георгу были даны ограниченные полномочия, как «Попечителю и Лейтенанту Королевства», чтобы управлять государством в отсутствие отца. Он совершил королевский проезд через Чичестер, Портсмут и Гилфорд в южной Англии. Жителям разрешили увидеть его обедающим во дворце Хэмптон-Корт. Покушение на его жизнь в театре Друри-Лейн, во время которого один человек был застрелен до того, как нападавшего схватили, укрепило его высокий общественный статус.

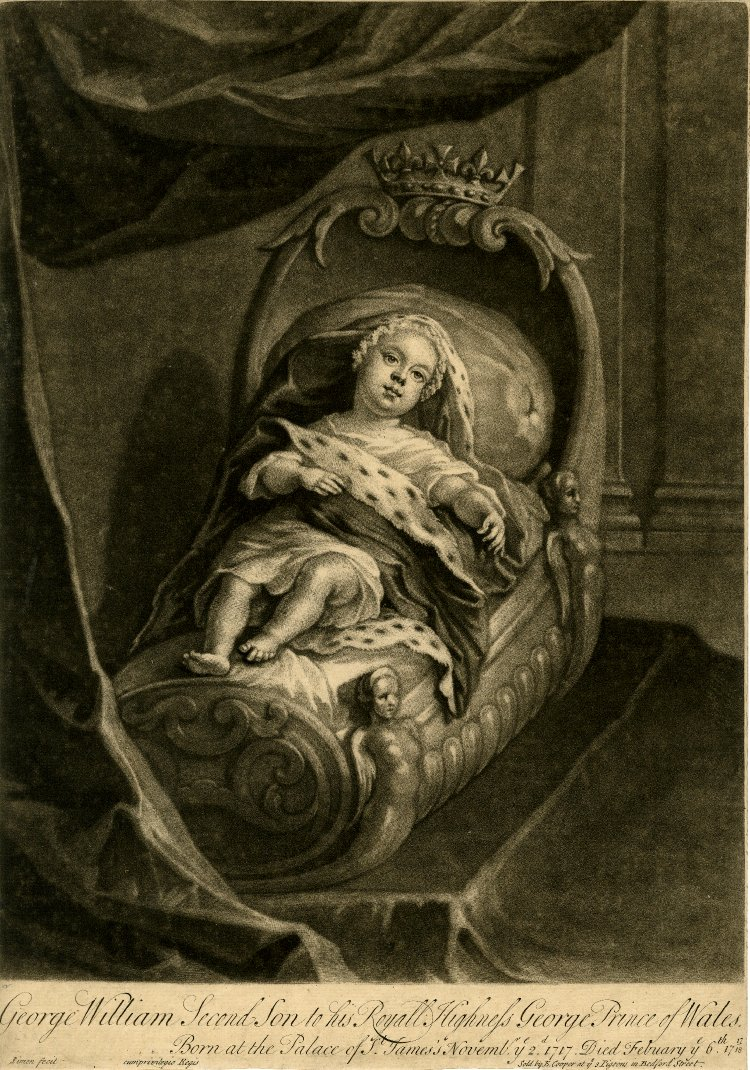
Принц Георг Уильям

Отец Георга ревновал к его популярности, что привело к ухудшению отношений между ними. Рождение в 1717 году второго сына Георга, принца Георга Уильяма, стало катализатором для семейной ссоры: король, якобы следуя обычаю, назначил камергера Томаса Пеллэм-Холмса, герцога Ньюкасла, одним из крестных отцов ребёнка. Король был возмущен, когда Георг, который недолюбливал Пеллэм-Холмса, словесно оскорбил герцога на крестинах, после чего герцог решил, что это можно считать вызовом на дуэль. По приказу короля Георгу и Каролине было временно запрещено покидать свои апартаменты; впоследствии Георг был выслан из Сент-Джеймсского дворца (который был резиденцией короля). Принц и Принцесса Уэльские покинули дворец, но их дети остались на попечении короля.
Георг и Каролина были разлучены с детьми и потеряли надежду увидеть их. Однажды они тайно посетили дворец без разрешения короля; Каролина упала в обморок, а Георг «плакал как ребёнок». Король немного смягчился и разрешил им посещать детей один раз в неделю, а позже он дозволил Каролине посещать их безо всяких договоренностей. В феврале следующего года Георг Уильям умер, его отец был рядом с ним.

### Политическая оппозиция

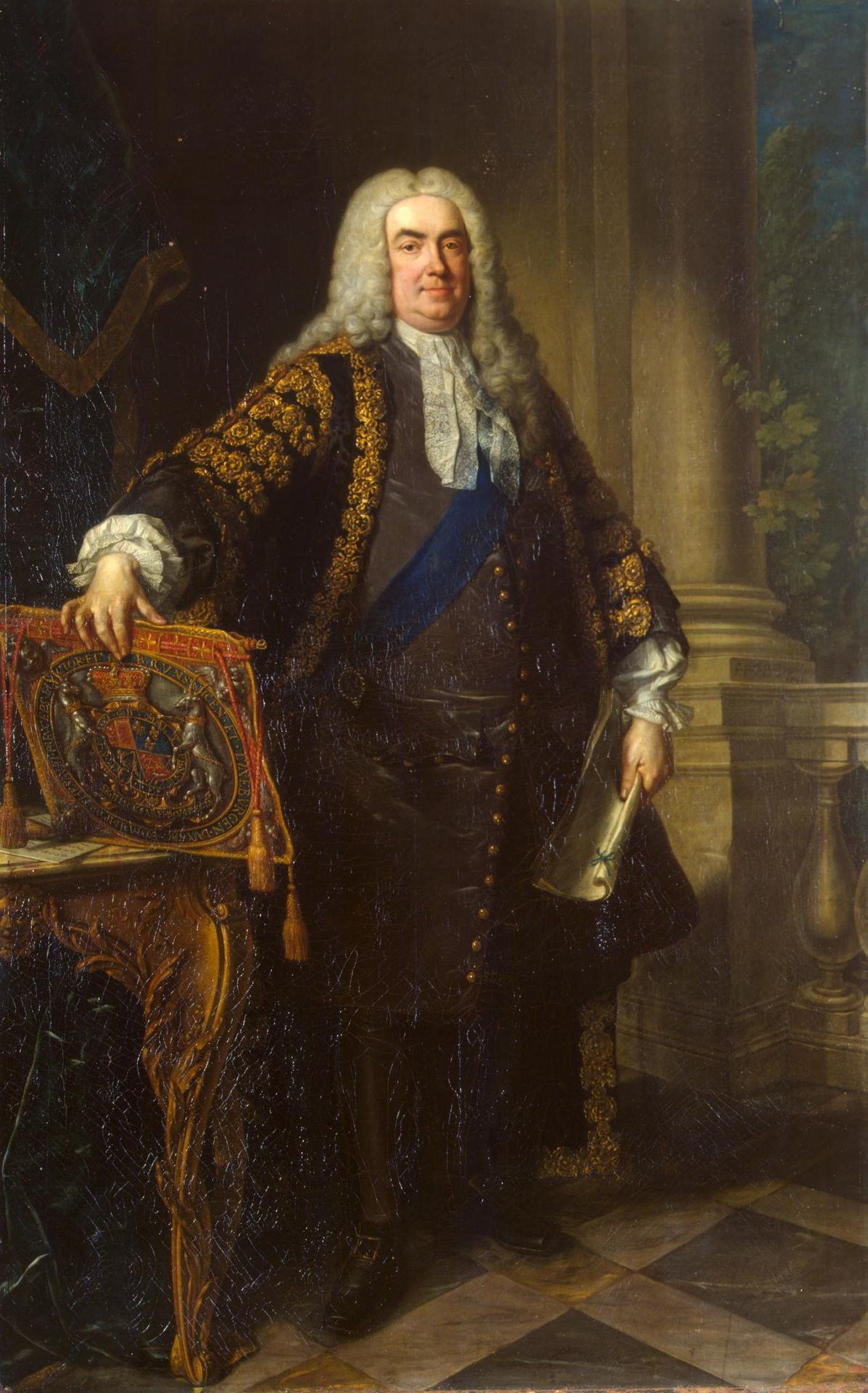
Сэр Роберт Уолпол

Изгнанный из дворца и поссорившийся с собственным отцом, в течение следующих нескольких лет принц Уэльский перешел в оппозицию к политике Георга I, которая включала в себя меры, направленные на увеличение свободы вероисповедания в Великобритании и расширение немецких территорий Ганновера. Его новая лондонская резиденция Лестер Хаус стала местом частых встреч политических оппонентов отца, в том числе сэра Роберта Уолпола и виконта Чарльза Таунсенда, который покинул правительство в 1717 году.
Король снова отправился в Ганновер (визит продлился с мая по ноябрь 1719 года). Вместо того чтобы назначить Георга регентом, как в прошлый раз, он установил регентский совет. В 1720 году Уолпол призвал короля и его сына примириться ради общественного единства, что они сделали без особого энтузиазма. Уолпол и Таунсенд вернулись на политические должности в правительство. Георг вскоре разочаровался в условиях примирения: три дочери, которые были на попечении короля, не были ему возвращены, и ему по-прежнему было запрещено становиться регентом в отсутствие короля. Он пришел к выводу, что Уолпол обманул его, — сближение было частью схемы для возвращения Уолпола к власти. В течение следующих нескольких лет он и Каролина спокойно жили, избегая явной политической деятельности. У них родилось ещё трое детей: Уильям Август, Мария и Луиза.
В 1721 году крах Компании Южных Морей позволил Уолполу подняться на вершину власти. Уолпол и его партия вигов были доминирующими в политике, так как король боялся, что тори не поддержит преемственность, изложенную в Акте о престолонаследии. Власть вигов была настолько велика, что тори не смогли прийти к власти ещё полвека.

## В начале царствования

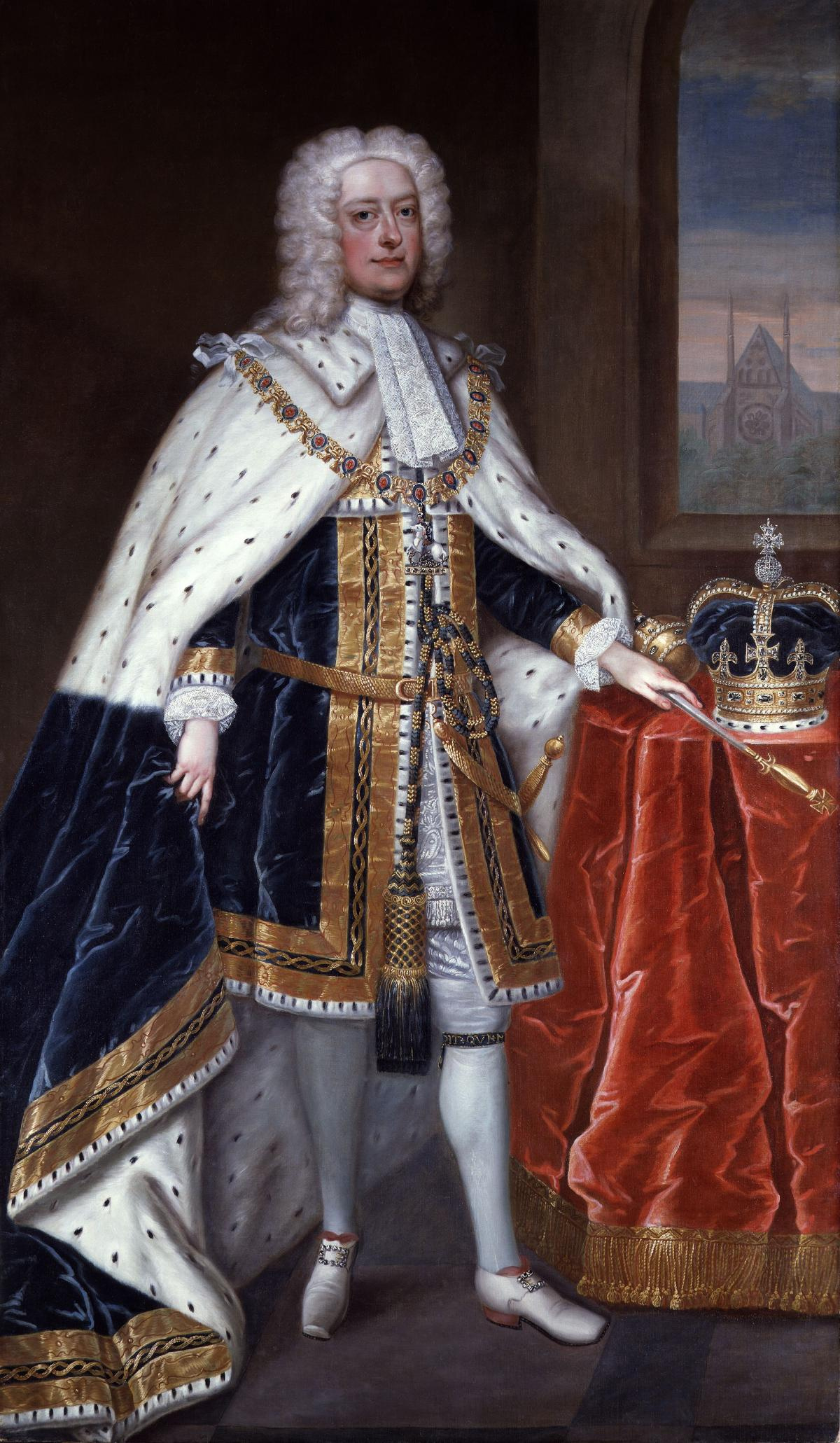
Георг II около 1727 года, портрет работы Чарльза Джерваса

Георг I умер 11 (22) июня 1727 года во время одного из своих визитов в Ганновер, и Георг II стал королём и курфюрстом в возрасте 43 лет. Новый король решил не ехать в Германию на похороны отца, что было воспринято англичанами с одобрением — это посчитали доказательством его любви к Англии. Он не последовал воле отца, который пытался расколоть престолонаследие Ганноверской династии между будущими внуками Георга II, а не объединить все титулы (как британские, так и ганноверские) в одном лице. Британские и Ганноверские министры посчитали пренебрежение королевской волей незаконным, так как у Георга не было права определять преемственность лично. Критики предположили, что Георг II отверг последнюю королевскую волю, чтобы не платить по долгам отца.
Георг II был коронован в Вестминстерском аббатстве 11 (22) октября 1727 года. Композитору Георгу Фридриху Генделю было поручено написать четыре новых гимна для коронации, в числе которых был гимн Садок-Священник.

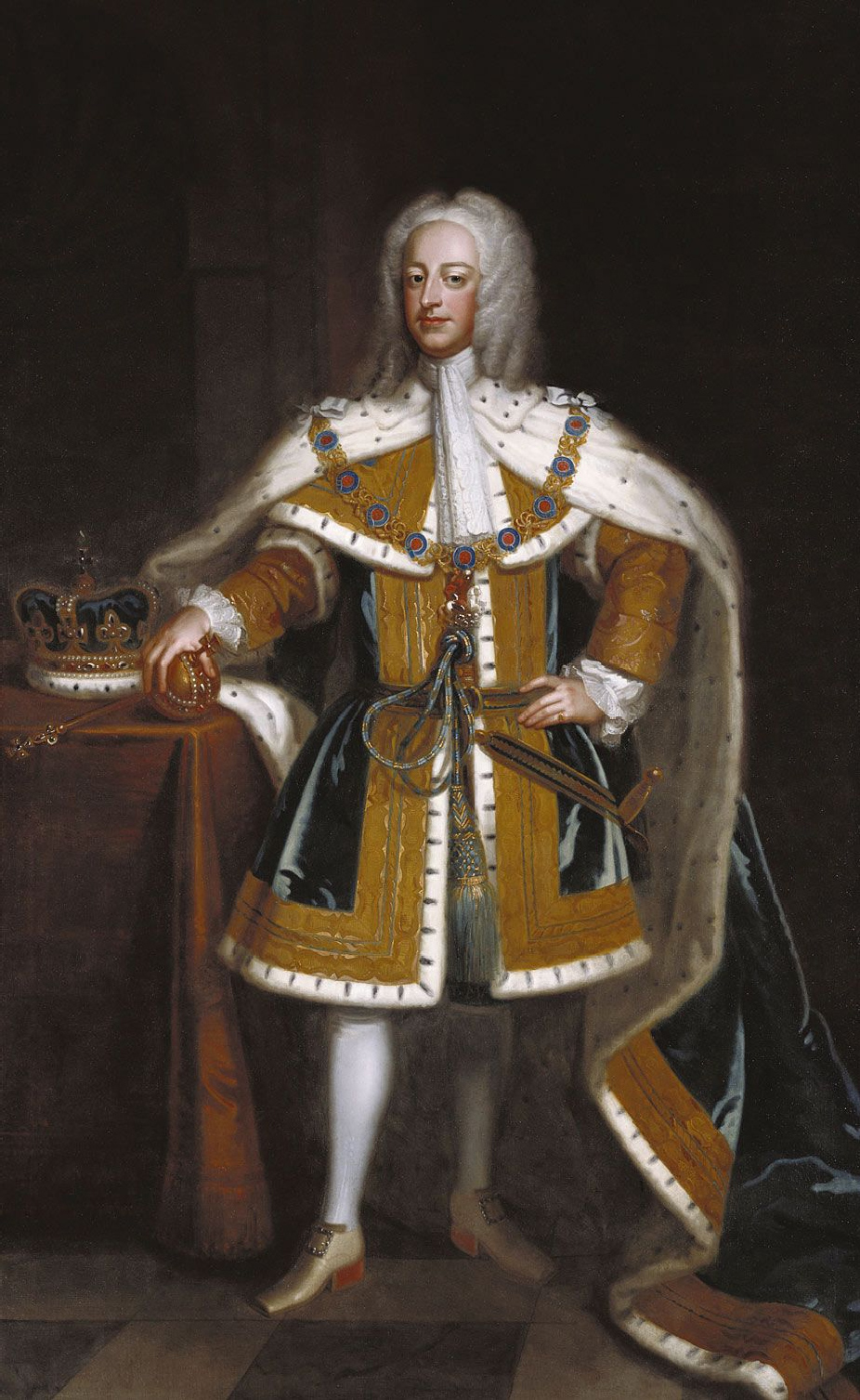
Георг II около 1730 года

Многие считали, что Георг отправит в отставку Уолпола (из-за его роли в улаживании отношений с отцом), и заменит его сэром Спенсером Комптоном. Георг попросил Комптона, а не Уолпола, написать свою первую речь в качестве короля, но Комптон привлек Уолпола к этому проекту. Каролина посоветовала Георгу сохранить Уолпола, который обеспечивал большой объём цивильного листа — в размере £ 800 000 в год. Уолпол руководил значительным большинством в парламенте, и у Георга, фактически, не было иного выбора кроме как сохранить его, иначе мог разразиться правительственный кризис. В следующем году Комптону был дарован титул графа Уилмингтон.
Уолпол руководил внутренней политикой, а после отставки мужа его сестры Таунсенда в 1730 году также стал контролировать внешнюю политику Георга. Историки обычно считают, что Георг играл в Великобритании почетную роль, и внимательно следил за консультациями Уолпола и других высокопоставленных министров, которые и принимали основные решения. Хотя король стремился к войне в Европе, его министры были более осторожны. Англо-испанская война была доведена до конца, и Георг безуспешно требовал от Уолпола присоединиться к войне за польское наследство на стороне германских государств. В апреле 1733 года Уолпол отозвал непопулярный акцизный законопроект, против которого собралась сильная оппозиция, в том числе и внутри его собственной партии. Георг оказал поддержку Уолполу, увольняя противников законопроекта с придворных должностей.

## Семейные проблемы
Отношения Георга II с сыном и наследником Фредериком ухудшились в 1730-х годах. Фредерик был оставлен в Германии, когда его родители переехали в Англию, и они не виделись 14 лет. В 1728 году он приехал в Англию, и быстро стал значимой фигурой для политической оппозиции. Когда Георг посещал Ганновер в летние сезоны 1729, 1732 и 1735 годов, он оставлял жену председателем регентского совета в Великобритании, а не сына. Между тем соперничество между Георгом II и его шурином, королём Пруссии Фридрихом Вильгельмом I, привело к росту напряженности вдоль прусско-ганноверской границы, что в конечном итоге послужило причиной мобилизации войск в приграничной зоне и предложению о дуэли между двумя королями. Переговоры о браке между принцем Уэльским и дочерью Фридриха Вильгельма Вильгельминой Прусской затянулись на годы, но ни одна из сторон не пошла на уступки, требуемые с другой стороны, и идея была отложена. Вместо этого принц женился на принцессе Августе Саксен-Готской в апреле 1736 года.
В мае 1736 года Георг вернулся в Ганновер, что привело к росту непопулярности в Англии; к воротам Сент-Джеймсского дворца было даже приколото сатирическое послание, в котором порицалось его отсутствие. Король планировал вернуться в декабре; когда его корабль попал в шторм, по Лондону прокатилась волну слухов и сплетен о том, что он утонул, но в конце концов в январе 1737 года Георг вернулся в Англию. И сразу же заболел — король страдал от геморроя. Принц Уэльский как-то выразился в обществе о том, что король умирает, так что в итоге Георгу пришлось посещать различные мероприятия, чтобы опровергнуть сплетни недоброжелателей.
Когда принц Уэльский обратился к парламенту с просьбой об увеличении его содержания, вспыхнула публичная ссора. Король, который к тому моменту имел репутацию не очень честного человека, предложил урегулировать этот вопрос частным образом, но Фредерик отказался. Парламент проголосовал против этой меры, но Георг по совету Уолпола неохотно увеличил содержание сына. Трения между ними продолжались и позже, когда Фредерик не допустил короля и королеву к рождению своей дочери в июле 1737 года, без предупреждения увезя ночью жену во время родов. Георг отлучил его с семьёй от королевского двора — такое же наказание, какое применил его собственный отец к нему, с тем исключением, что он позволил Фредерику забрать с собой своих детей.
Вскоре после этого, 20 ноября (1 декабря) 1737 года, жена Георга Каролина умерла. Он был глубоко тронут её смертью, и, к удивлению многих, проявил «нежность, на которую, как думали многие, он был не способен». На смертном одре жена посоветовала рыдающему мужу вступить в повторный брак, на что он ответил по-французски, «Non, j’aurai des maîtresses» («Нет, у меня будут любовницы!»).
Было общеизвестно, что у Георга были любовницы во время брака, и он сообщал о них Каролине. Генриетта Говард, позже ставшая графиней Саффолкской, переехала в Ганновер с мужем во время правления королевы Анны, и она занимала при Каролине должность Дамы опочивальни. Она была любовницей короля от воцарения Георга I до ноября 1734. После неё любовницей стала Амалия фон Вальмоден, позже графиня Ярмут, чей сын, Иоганн Людвиг фон Вальмоден, возможно, был сыном Георга. Иоганн Людвиг родился в то время, когда Амалия была ещё замужем за своим мужем, и Георг не мог признать его как сына.

## Война и восстание
Против желания Уолпола, но к радости Георга, Великобритания вступила в войну за ухо Дженкинса с Испанией в 1739 году. Война Великобритании с Испанией стала частью войны за Австрийское наследство, разразившейся после смерти императора Священной Римской империи Карла VI в 1740 году. Причиной конфликта стал спор о праве дочери Карла, Марии-Терезии, на наследование австрийских владений. Георг провел лето 1740 года и 1741 года в Ганновере, где он имел больше возможностей непосредственно вмешиваться в европейскую дипломатию в качестве курфюрста.
Принц Фредерик вновь активно поддерживал оппозицию на британских всеобщих выборах 1741 года, и Уолпол был не в состоянии обеспечить уверенное большинство. Уолпол попытался откупиться от принца, обещая увеличить ему содержание, и предложил расплатиться с его долгами, но Фредерик отказался. Из-за того что его поддержка была размыта, Уолполу пришлось уйти в отставку в 1742 году, после более чем 20 лет пребывания в должности. Его заменил Спенсер Комптон, граф Уилмингтон, кандидатуру которого Георг первоначально рассматривал на должность премьер-министра в 1727 году. Граф Уилмингтон, однако, был лишь номинальной фигурой; фактическая власть принадлежала другим, прежде всего лорду Джону Картерету, любимому министру Георга после Уолпола. После смерти Уилмингтона в 1743 году, его место во главе правительства занял Генри Пелэм.

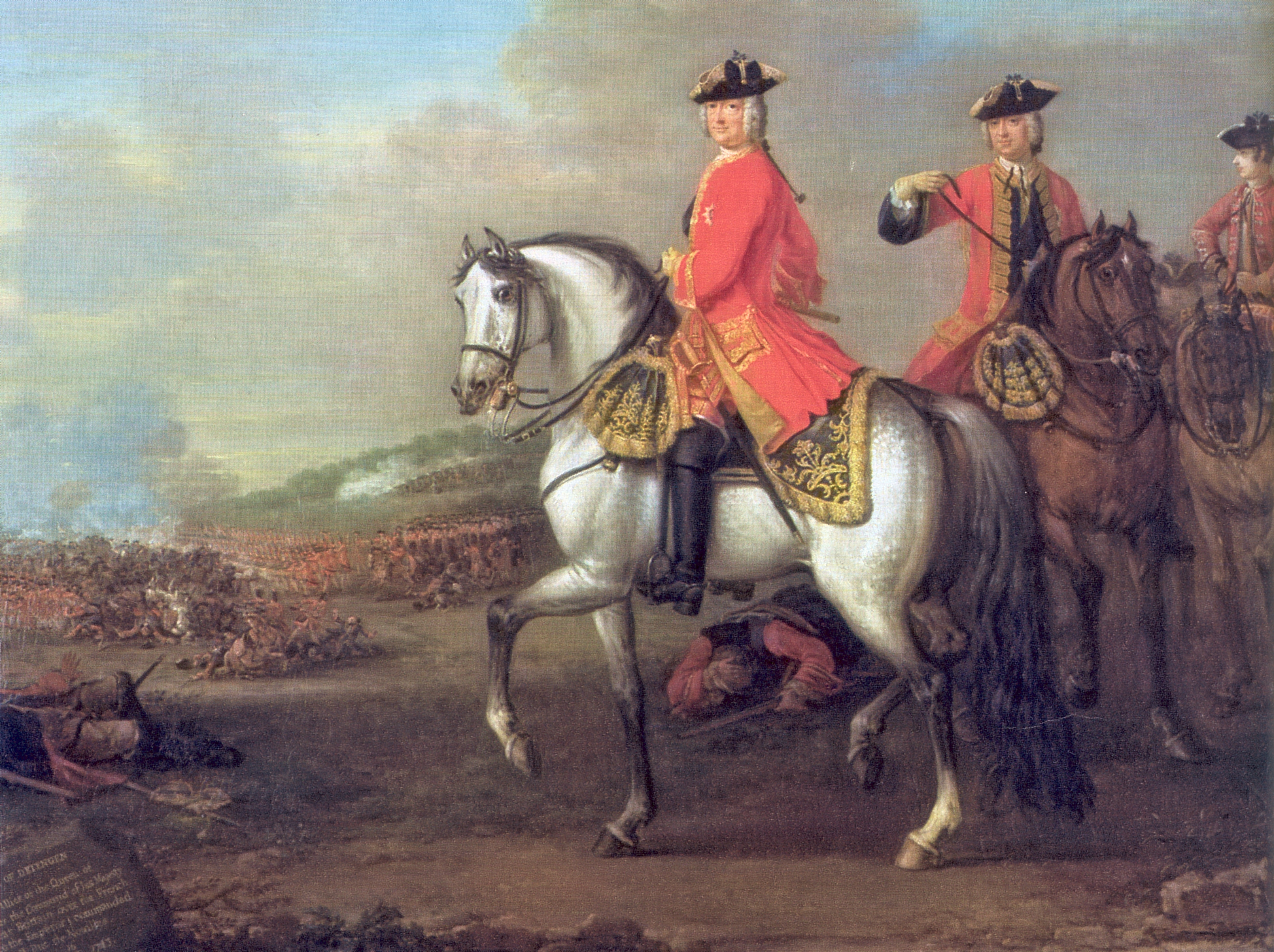
Георг во время Деттингенского сражения в 1743 году, работа Джона Вутона

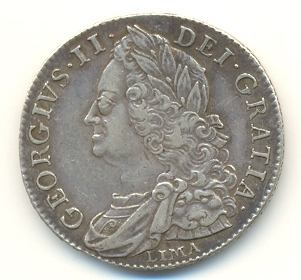
Монета в полкроны с профилем Георга II, 1746 год. Надпись гласит: GEORGIUS II DEI GRATIA (Георг II благодатью Божией). Слово LIMA под изображением короля означает, что монета была отчеканена из серебра, изъятого из сокровищ испанского флота в Лиме, Перу, во время войны за австрийское наследство.

Про-военную фракцию возглавлял Картерет, который утверждал, что влияние Франции увеличится, если Мария Терезия не наследует австрийский престол. Георг согласился послать 12 тысяч гессенских и датских наемников в Европу — якобы для поддержки Марии Терезии. Не посоветовавшись с британскими министрами, Георг разместил их в Ганновере, чтобы предотвратить вход французских войск в Ганновер. Британская армия не принимала участия ни в одной крупной европейской войне уже больше 20 лет, и правительство плохо её содержало. Георг настаивал на большем упоре на профессионализм солдат и офицеров, и настаивал на продвижении по службе по заслугам, а не путём продажи чинов, но особых успехов Георг в этом не достиг. Союзные австрийские, британские, голландские, ганноверские и гессенские войска вступили в бой с французами в битве при Деттингене 16 (27) июня 1743 года. Георг лично возглавил войска, став последним британским монархом, лично ведшим войска в бой. Хотя многие были восхищены его действиями, война была непопулярна в британском обществе, так как оно чувствовало, что король и Картерет подчинил британские интересы ганноверским. Картерет потерял поддержку, и, к ужасу Георга, ушел в отставку в 1744 году.
Его должность занял Генри Пелэм, с которым у Георга нарастали противоречия. Причиной тому было то, что он продолжал постоянно советовался с Картеретом и не принимал во внимание давление со стороны других министров, которые требовали включить Уильяма Питта Старшего в состав правительства, что расширило бы базу поддержки правительства. Король не любил Питта, потому что ранее тот выступал против политики правительства и критиковал принятые им решения, рассматривая их как про-ганноверские. В феврале 1746 года Пелэм подал в отставку. Георг попросил Уильяма Палтни и Джона Картерета сформировать правительство, но менее чем через 48 часов, те вернули должностные печати, так как были не в состоянии обеспечить достаточную поддержку в парламенте. Пелэм вернулся на пост премьер-министра, одержав триумфальную победу, и Георг был вынужден назначить Питта министром.
Французские противники Георга поддержали якобитское восстание (якобиты были сторонниками католического претендента на британский престол, Джеймса Фрэнсиса Эдуарда Стюарта, которого часто называли «Старым Претендентом»). Стюарт был сыном Якова II, который был свергнут в ходе Славной революции в 1688 году. Два предыдущих восстания в 1715 и 1719 не были успешны.
Правительство Франции решило ослабить противника войной на её территории и предоставило якобитам 10 000 солдат, а также оружие для 10 000 добровольцев. Также было решено высадить войска претендента у города Мэлдон в районе Эссекса, не патрулировавшемся британским флотом, и после высадки армия под командованием Морица Саксонского должна была пополниться за счёт сторонников свергнутой династии. Кроме этого, в Шотландию направлялся экспедиционный корпус под началом лорда-маршала Джорджа Кейта. Эти планы держались втайне от наследников Якова II, и о них кроме французов знали только 6 представителей Тори.
В июле 1745 года сын «Старого Претендента», Карл Эдуард Стюарт, известный в народе как «Бонни Принц Чарли» или «Молодой Претендент», высадился в Шотландии, где у него была значительная поддержка. Георг, который проводил лето в Ганновере, и вернулся в Лондон в конце августа. Британские войска потерпели серьёзное поражение от якобитов в сентябре в битве при Престонпансе. Затем якобиты переместились на юг Англии. Якобитам не удалось получить дополнительную поддержку от населения, и французы нарушили данное обещание помощи. Утратив боевой дух, якобиты отступили обратно в Шотландию. 16 (27) апреля 1746 года, Карл Стюарт столкнулся с известным военачальником Вильгельмом Августом, герцогом Камберлендским, сыном Георга, в сражении при Каллодене, последнем полевом сражении на территории Британии. Якобиты были разгромлены правительственными войсками. Карл сбежал во Францию, но многие из его сторонников были схвачены и казнены. Якобитство было разгромлено; после этого не было ни одной попытки восстановить династию Стюартов. Война за австрийское наследство продолжалась до 1748 года, когда Мария-Терезия была признана эрцгерцогиней Австрии. Празднование Ахенского мира прошло в Грин-парке, Лондон; по этому поводу Гендель написал «Музыку фейерверка».

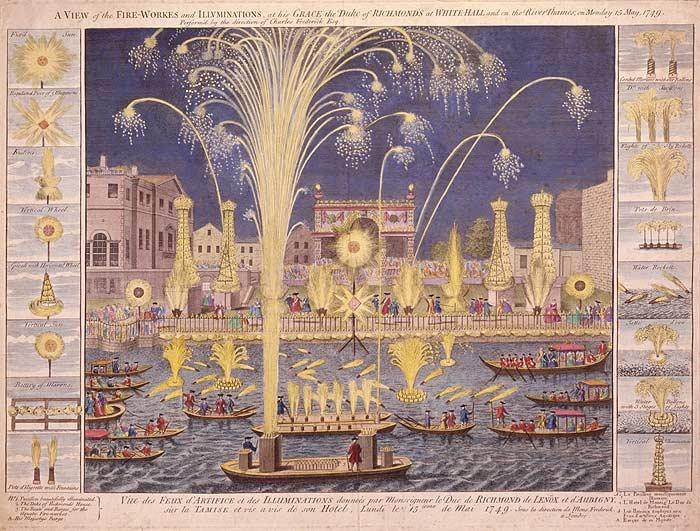
Фейерверк на Темзе

## Поздние годы

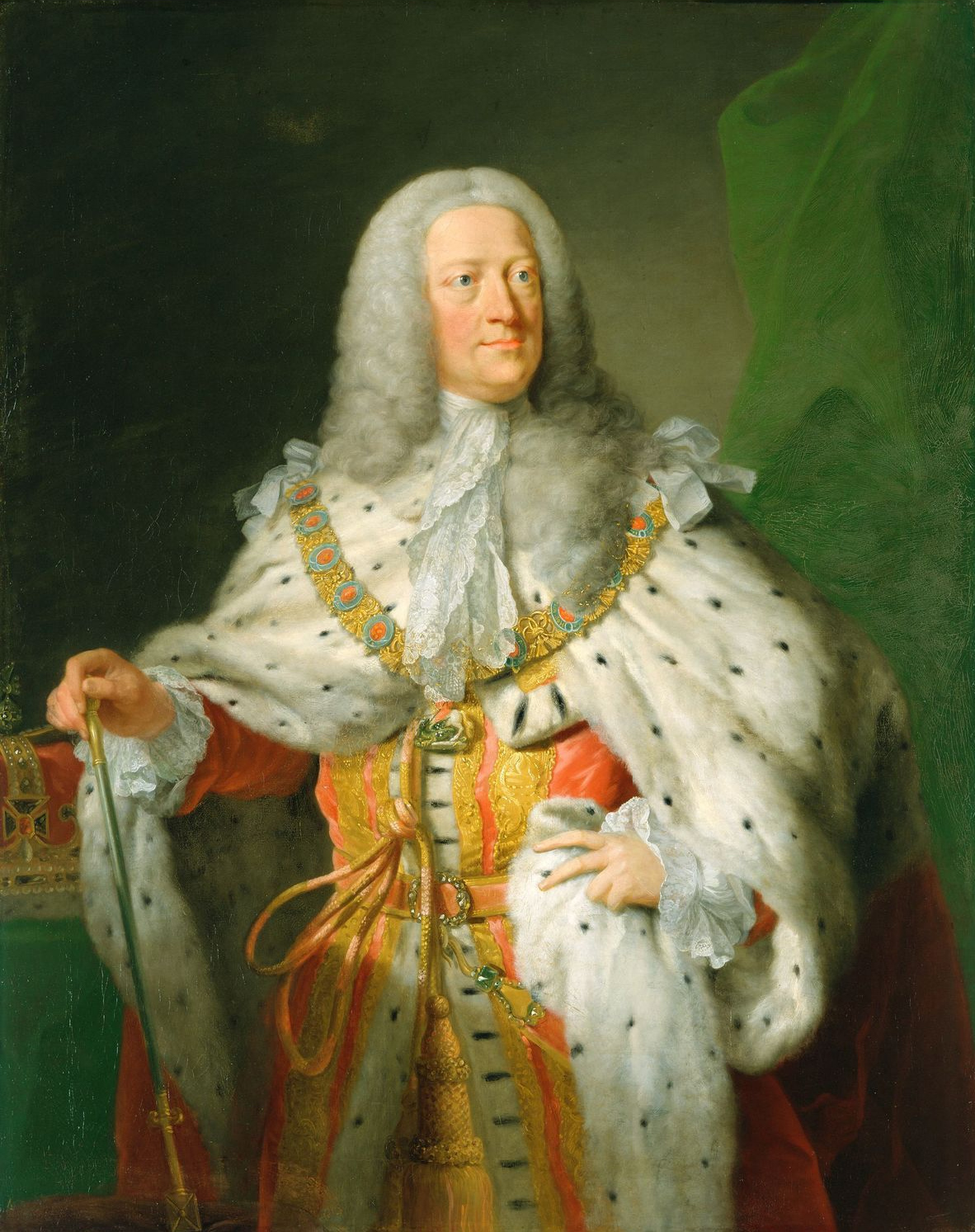
Портрет Георга II работы Джона Шеклтона, после 1755 года

На всеобщих выборах 1747 года, принц Уэльский вновь поддержал оппозицию, но партия Пелэма уверенно выиграла выборы. Как и его отец до него, принц принимал оппозиционеров в своем доме на Лестер-сквер. Когда принц Уэльский скоропостижно скончался в 1751 году, его старший сын, принц Георг, стал наследником. Новый Акт о регентстве 1756 года сделал вдову Фредерика регентом при её сыне до достижения им совершеннолетия. В случае смерти Георга II содействовать ей в этом должен был совет во главе с сыном короля Вильгельмом Августом. Король составил новое завещание, которое гласило, что Вильгельм Август также должен быть единственным регентом Ганновера. После смерти дочери Георга Луизы в конце года, Георг написал: «Это был роковой год для моей семьи. Я потерял старшего сына — но я рад этому… Теперь ушла Луиза. Я знаю, что не любил своих детей, когда они были младше. Я ненавидел, когда они вбегали в мою комнату; но теперь я люблю их, как большинство отцов».

### Семилетняя война
В 1754 году Генри Пелэм умер, его преемником стал старший брат Томас Пелэм, герцог Ньюкасла. Враждебность между Францией и Великобританией из-за колонизации Северной Америки оставалась прежней. Опасаясь французского вторжения в Ганновер, Георг заключил союз с Пруссией, врагом Австрии. А Россия и Франция заключили союз со своим бывшим врагом Австрией (процесс известный как «переворачивание альянсов»). Французское вторжение на контролировавшийся Британией остров Менорка привело к началу Семилетней войны в 1756 году. Общественное беспокойство из-за британских неудач в начале конфликта привело к отставке Томаса Пелэма и назначению Уильяма Кавендиша, герцога Девонширского, на пост премьер-министра и Уильяма Питта Старшего на пост Государственного секретаря южного департамента (в его зоне ответственности была Южная Англия, Ирландия, Уэльс и американские колонии). В апреле следующего года Георг уволил Питта, пытаясь сформировать более подходящее себе правительство. За последующие три месяца сформировать устойчивое правительство не удалось. В июне, граф Джеймс Уолдгрэйв, занял должность всего на четыре дня. В начале июля Питта вновь назначили на пост, и Пелэм вернулся на должность премьер-министра. В качестве государственного секретаря, Питт руководил военной политикой. Великобритания, Ганновер и Пруссия и их союзники Гессен-Кассель и Брауншвейг-Вольфенбюттель сражались против других европейских держав — Франции, Австрии, России, Швеции и Саксонии. У войны было несколько фронтов в Европе, а также в Северной Америке и Индии, где британское доминирование увеличивалось благодаря победам Роберта Клайва над французскими войсками и их союзниками в битве при Арко и в битве при Плесси.
Сын Георга Вильгельм Август, герцог Камберлендский, командовал войсками в Северной Германии. В 1757 году Ганновер был захвачен и Георг дал герцогу Камберлендскому полномочия для заключения сепаратного мира. Однако в сентябре Георг был в ярости из-за заключенной сыном Цевенской конвенции, которая, по его мнению, слишком благоприятствовала французам. Георг сказал, что его сын «погубил меня и опозорил себя». Герцог Камберлендский по собственной воле ушел в отставку, а Георг разорвал соглашение на том основании, что французы нарушили его, разоружив гессенские войска уже после прекращения огня.
В 1759 году (известном также как annus mirabilis) британские войска захватили Квебек и Гваделупу. Французский план вторжения в Британию был расстроен после морских сражений при Лагосе и в бухте Киберон, а возобновленное французское наступление на Ганновер было остановлено совместными британско-прусско-ганноверскими силами в сражении у Миндена.

## Смерть
К октябрю 1760 года Георг II был слеп на один глаз и плохо слышал. Утром 25 октября он поднялся, как обычно в 6 утра, выпил чашку горячего шоколада, затем в одиночку пошел к туалетному стулу. Через несколько минут его камердинер услышал грохот. Когда он вошел в комнату, король лежал на полу. Георга перенесли в постель и послали за принцессой Амелией. Но Георг умер до её прибытия. Умерев в возрасте почти 77 лет, Георг прожил дольше, чем любой из его английских предшественников. При вскрытии было обнаружено, что правый желудочек сердца короля разорвался из-за аневризмы аорты.
Георгу II наследовал его внук Георг III. Король был похоронен 11 ноября в Вестминстерском аббатстве. Он оставил инструкцию — борта его гроба и гроба жены должны были быть удалены, чтобы их останки могли перемешаться.

## Наследие

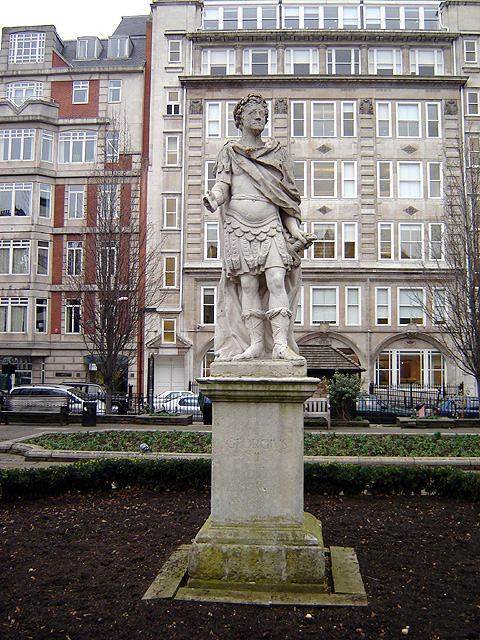
Статуя Георга II, установленная в 1753 году на Голден-сквер в Лондоне

Георг пожертвовал королевскую библиотеку Британскому музею в 1757 году, через четыре года после основания музея. У него не было интереса к чтению, равно как к искусству и науке. Он предпочитал проводить свободные часы охотясь на оленей верхом или играя в карты. В 1737 году в качестве курфюрста Ганновера Георг основал Гёттингенский университет, который носит его имя (Университет Георга Августа), и посетил его в 1748 году. В честь Георга II назван астероид (359) Георгия, открытый в 1893 году. Решение было принято на съезде астрономов, который проходил в 1903 году в Гёттингенском университете. Кроме того, он был канцлером Тринити-колледжа в Дублине (между 1716 и 1727), а в 1754 году издал устав Королевского колледжа в Нью-Йорке, который позже стал Колумбийским университетом. Провинция Джорджия, основанная королевской грамотой в 1732 году, названа в его честь.

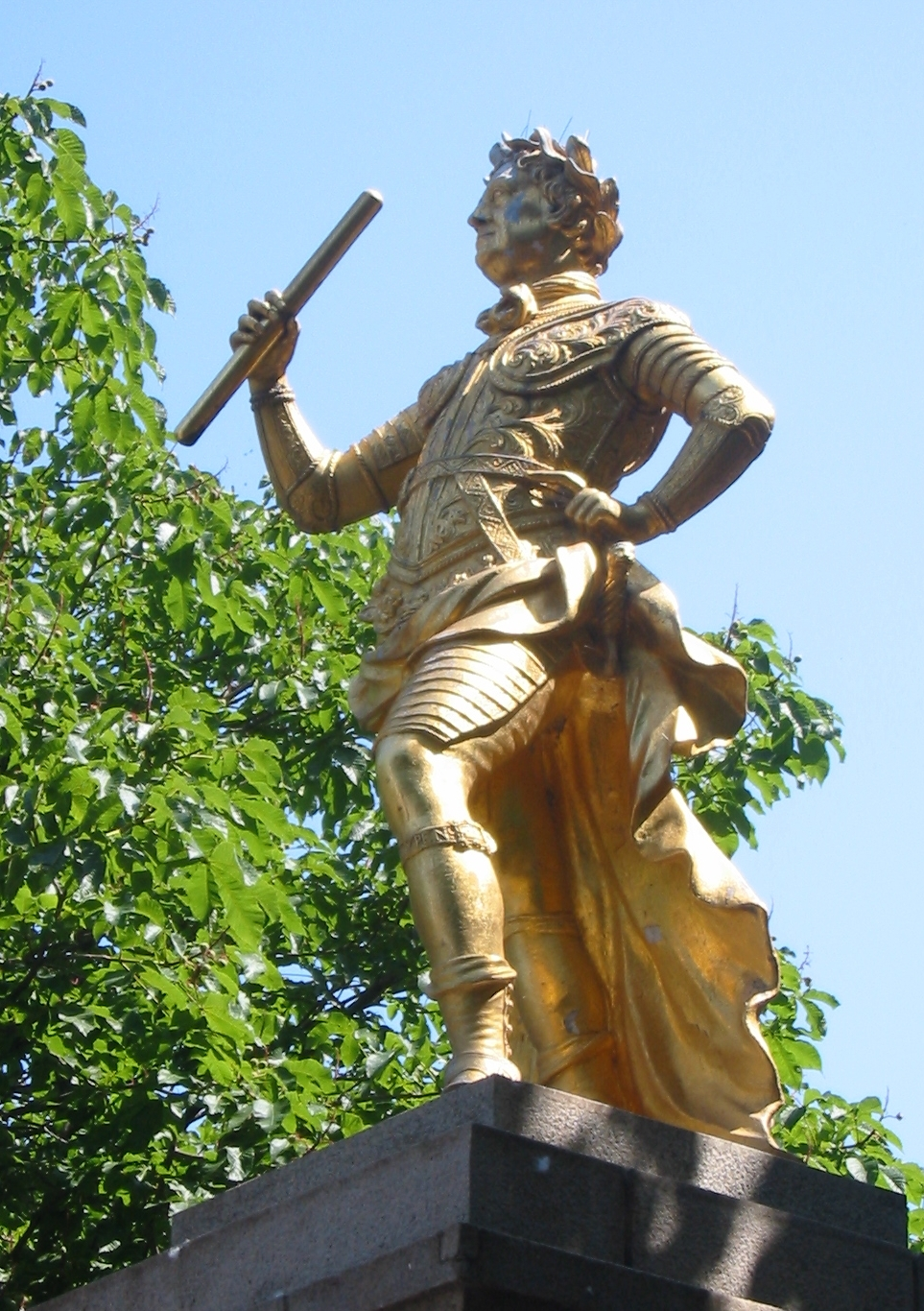
Статуя Георга II в городе Сент-Хелиер, Джерси.

Во время правления Георга II британские интересы распространились по всему миру, якобитская угроза уничтожена, а власть министров и парламента укрепилась. Тем не менее, в воспоминаниях современников, таких как лорд Джон Херви и Хорас Уолпол (сын Роберта Уолпола), Георг изображается как слабый шут, управляемый женой и министрами. Биографии Георга, написанные в девятнадцатом и первой половине двадцатого века, опирались на эти предвзятые мнения. В последней четверти XX века научный анализ сохранившейся переписки показал, что Георг не был столь неумелым и бездарным, как считалось ранее. Георг снабжал письма министров комментариями и замечаниями, которые позволяют заключить, что Георг имел полное представление о внешней политике и испытывал к ней интерес. Ему часто удавалось предотвратить назначение министров или полководцев, которых он не любил, или оттеснить их на менее значимые должности. Эта научная переоценка наследия Георга II, однако, не устранила полностью его общественное восприятие как «слабый смехотворный король». Его скупость часто выставляется на посмешище, но его биографы отмечают, что скупость предпочтительнее расточительности. Джеймс Колфилд, граф Шарлемон, извинял вспыльчивость Георга, объясняя, что искренние чувства лучше, чем обман: «Его нрав был горяч и стремителен, но сам он был добродушным и искренним. Неискушенный в королевском таланте притворства, он всегда был таким, каков есть. Он мог обидеть, но он никогда не мог обмануть». Лорд Джеймс Уолдгрейв писал: «Я глубоко убежден, что в будущем, когда время уже смоет эти пятнышки и пятна, которые пятнают даже Солнце, и от которых ни один человек не свободен, он займет своё место среди тех королей, под чьим правлением люди наслаждались наибольшим счастьем. Георг, возможно, не сыграл важную роль в истории, но его влияние было важным и он укрепил конституционное правительство». Элизабет Монтегю сказала о нём: «с ним наши законы и свободы были в безопасности, он обладал значительным доверием своего народа и уважением иностранных государств, а уравновешенность его характера позволила ему пользоваться большим влиянием в неспокойные годы… Его личность не станет предметом эпоса, но будет хорошо выглядеть на страницах истории».

## Семья
С 1705 года был женат на Каролине Бранденбург-Ансбахской (1683—1737). Десять беременностей Каролины окончились рождением восьми живых и одного мёртвого ребёнка. Один ребёнок умер в младенчестве, семеро достигли зрелого возраста:
- Фредерик Луис (1707—1751) — герцог Эдинбургский, позже принц Уэльский; был женат на Августе Саксен-Готской, младшей дочери герцога Саксен-Гота-Альтенбургского Фридриха II и Магдалены Августы Ангальт-Цербстской; в браке родилось девять детей, среди которых будущий король Георг III и королева-консорт Дании и Норвегии Каролина Матильда[187][188];
- Анна (1709—1759) — Королевская принцесса[189]; была замужем за Вильгельмом IV Оранским, первым наследственным штатгальтером Нидерландов; в браке родилось пятеро детей, из которых только двое достигли зрелого возраста — Каролина и Вильгельм[190][191];
- Амелия София Элеонора (1711—1786) — замужем не была, детей не имела, хотя существует версия, что Амелия могла быть матерью композитора Самюэля Арнольда, через связь с простолюдином по имени Томас Арнольд[192][193];
- Каролина Елизавета (1713—1757) — замужем не была, детей не имела[194][195];
- Мертворождённый сын (1716)[196];
- Георг Уильям (1717—1718)[197];
- Выкидыш (1718)[198][199];
- Уильям Август (1721—1765) — герцог Камберлендский; женат не был, детей не имел[200];
- Мария (1723—1772) — была замужем за ландграфом Гессен-Касселя Фридрихом II, от которого родила четверых сыновей, трое из которых пережили младенчество — Вильгельм, Карл и Фридрих[201][202];
- Луиза (1724—1751) — была замужем за королём Дании и Норвегии Фредериком V, от которого родила пятерых детей, из которых только старший, Кристиан, умер в младенчестве[203].